# 1322 pr. n. št.

## Smrti
- Anhesenamon, glavna žena faraonov Ehnatona, Tutankamona in Aja (* 1348 pr. n. št.)